# San Pedro Carchá
San Pedro Carchá («San Pedro»: en honor a su santo patrono, el apóstol Pedro, "Carchá" del queqchí «Kar» "pez" y «cha» "ceniza", que significa "peces de ceniza") es una ciudad y municipio del departamento de Alta Verapaz en la región nor-central de la República de Guatemala. Con sus 279.972 habitantes es la quinta ciudad más poblada de Guatemala, actualmente forma parte de la Conurbación Metropolitana de las Verapaces, la segunda aglomeración urbana más grande de Guatemala y la octava conurbacion urbana más importante de Guatemala.

## Historia

### Época prehispánica
Al final del Postclásico Tardío y principios de la época Colonial, el gobernante de Carchá era el Ajpo Ba'.

### Tras la Independencia de Centroamérica
La constitución del Estado de Guatemala promulgada el 11 de octubre de 1825 (cuatro años después de la Independencia de Centroamérica), estableció los circuitos para la administración de justicia en el territorio del Estado por medio del entonces novedoso sistema de juicios de jurados y menciona que el poblado de Carchá era parte del Circuito Cobán en el Distrito N.º 5 (Verapaz),junto con el mismo Cobán, Santa Cruz, San Cristóbal, Purulhá, San Joaquín, Santa Ana, Tamahú, Tucurú, Chamiquín y San Juan Chamelco.

### Franja Transversal del Norte
Tras el derrocamiento del presidente Jacobo Árbenz en 1954, se creó el Consejo de Planificación Económica (CNPE), el cual empezó a utilizar estrategias de libre mercado, asesorado por el Banco Mundial y por la Administración de Cooperación Internacional (ICA) del gobierno de los Estados Unidos.  El CNPE y la ICA crearon la Dirección General de Asuntos Agrarios (DGAA) la cual se encargó de desmantelar los efectos del Decreto 900 del gobierno de Jacobo Árbenz Guzmán.  La DGAA se encargó de la faja geográfica que colindaba con el límite departamental de Petén y las fronteras de Belice, Honduras y México, y que con el tiempo se llamaría Franja Transversal del Norte (FTN).
Al principio, la importancia de la región estaba en la ganadería, la explotación de madera preciosas para exportación y la riqueza arqueológica.  Contratos madereros se dieron a empresas trasnacionales, como la Murphy Pacific Corporation de California, que invirtió 30 millones de dólares para la colonización del sur de Petén y Alta Verapaz, y formó la Compañía Impulsadora del Norte, S.A.  La colonización del área se hizo por medio de un proceso por el que se otorgaban tierras en zonas inhóspitas de la FTN a campesinos.
En 1962, la DGAA se convirtió en el Instituto Nacional de Transformación Agraria (INTA), por el decreto 1551 que creó la ley de Transformación Agraria.  En 1964, el INTA definió la geografía de la FTN como la parte norte de los departamentos de Huehuetenango, Quiché, Alta Verapaz e Izabal y ese mismo año sacerdotes de la orden Maryknoll y de la Orden del Sagrado Corazón iniciaron el primer proceso de colonización, junto con el INTA, llevando a pobladores de Huehuetenango al sector de Ixcán en Quiché.
La Franja Transversal del Norte fue creada oficialmente durante el gobierno del general Carlos Arana Osorio en 1970, mediante el Decreto 60-70 en el Congreso de la República, para el establecimiento de desarrollo agrario.  Altos oficiales guatemaltecos se convirtieron entonces en grandes terratenientes e inversionistas aprovechando las políticas de traslado de campesinos, acceso a información privilegiada, ampliación del crédito público y grandes proyectos de desarrollo; el ejército entró en el mundo de los negocios con su propio banco: el Banco del Ejército (BANEJER).
Desde 1980 pertenece a la Franja Transversal del Norte.

## Geografía física

### Clima
La cabecera municipal de San Pedro Carchá tiene clima templado (Clasificación de Köppen: Cfb).
| Parámetros climáticos promedio de San Pedro Carchá | Parámetros climáticos promedio de San Pedro Carchá | Parámetros climáticos promedio de San Pedro Carchá | Parámetros climáticos promedio de San Pedro Carchá | Parámetros climáticos promedio de San Pedro Carchá | Parámetros climáticos promedio de San Pedro Carchá | Parámetros climáticos promedio de San Pedro Carchá | Parámetros climáticos promedio de San Pedro Carchá | Parámetros climáticos promedio de San Pedro Carchá | Parámetros climáticos promedio de San Pedro Carchá | Parámetros climáticos promedio de San Pedro Carchá | Parámetros climáticos promedio de San Pedro Carchá | Parámetros climáticos promedio de San Pedro Carchá | Parámetros climáticos promedio de San Pedro Carchá |
| Mes                                                | Ene.                                               | Feb.                                               | Mar.                                               | Abr.                                               | May.                                               | Jun.                                               | Jul.                                               | Ago.                                               | Sep.                                               | Oct.                                               | Nov.                                               | Dic.                                               | Anual                                              |
| -------------------------------------------------- | -------------------------------------------------- | -------------------------------------------------- | -------------------------------------------------- | -------------------------------------------------- | -------------------------------------------------- | -------------------------------------------------- | -------------------------------------------------- | -------------------------------------------------- | -------------------------------------------------- | -------------------------------------------------- | -------------------------------------------------- | -------------------------------------------------- | -------------------------------------------------- |
| Temp. media (°C)                                   | 16.5                                               | 17.4                                               | 18.7                                               | 19.7                                               | 20.4                                               | 20.4                                               | 20.0                                               | 20.0                                               | 20.0                                               | 19.0                                               | 18.0                                               | 16.9                                               | 18.9                                               |
| Precipitación total (mm)                           | 128                                                | 99                                                 | 111                                                | 105                                                | 183                                                | 309                                                | 266                                                | 238                                                | 306                                                | 318                                                | 235                                                | 146                                                | 2444                                               |
| Fuente: Climate-Data.org                           |                                                    |                                                    |                                                    |                                                    |                                                    |                                                    |                                                    |                                                    |                                                    |                                                    |                                                    |                                                    |                                                    |

### Ubicación geográfica
San Pedro Carchá está en el departamento de Alta Verapaz y está completamente rodeado por municipios del mismo: 
- Norte: Chisec
- Noreste: Fray Bartolomé de las Casas
- Sur: San Juan Chamelco
- Este: Cahabón, Lanquín y Senahú
- Oeste: Cobán[16]

|              | Norte: Chisec          | Nordeste: Fray Bartolomé de las Casas |
| Oeste: Cobán |                        | Este: Cahabón Lanquín Senahú          |
|              | Sur: San Juan Chamelco |                                       |

## Gobierno municipal
Los municipios se encuentran regulados en diversas leyes de la República, que establecen su forma de organización, lo relativo a la conformación de sus órganos administrativos y los tributos destinados para los mismos.  Aunque se trata de entidades autónomas, se encuentran sujetas a la legislación nacional. Las principales leyes que rigen a los municipios en Guatemala desde 1985 son:
| N.º | Ley                                                | Descripción |
| --- | -------------------------------------------------- | --- |
| 1   | Constitución Política de la República de Guatemala | Tiene una regulación legal específica para los municipios en los artículos 253 al 262. |
| 2   | Ley Electoral y de Partidos Políticos              | Ley de carácter constitucional aplicable a los municipios en el tema de la conformación de sus autoridades electas. |
| 3   | Código Municipal                                   | Decreto 12-2002 del Congreso de la República de Guatemala. Tiene la categoría de ley ordinaria y contiene preceptos generales aplicables a todos los municipios, e inclusive contiene legislación referente a la creación de los municipios.             |
| 4   | Ley de Servicio Municipal                          | Decreto 1-87 del Congreso de la República de Guatemala. Regula las relaciones entra la municipalidad y los servidores públicos en materia laboral. Tiene su base constitucional en el artículo 262 de la constitución que ordena la emisión de la misma. |
| 5   | Ley General de Descentralización                   | Decreto 14-2002 del Congreso de la República de Guatemala. Regula el deber constitucional del Estado, y por ende del municipio, de promover y aplicar la descentralización y desconcentración económica y administrativa.                                |

El gobierno de los municipios de Guatemala está a cargo de un Concejo Municipal mientras que el código municipal —que tiene carácter de ley ordinaria y contiene disposiciones que se aplican a todos los municipios de Guatemala— establece que «el concejo municipal es el órgano colegiado superior de deliberación y de decisión de los asuntos municipales […] y tiene su sede en la circunscripción de la cabecera municipal». Por último, el artículo 33 del mencionado código establece que «[le] corresponde con exclusividad al concejo municipal el ejercicio del gobierno del municipio».
El concejo municipal se integra con el alcalde, los síndicos y concejales, electos directamente por sufragio universal y secreto para un período de cuatro años, pudiendo ser reelectos.
Existen también las Alcaldías Auxiliares, los Comités Comunitarios de Desarrollo (COCODE), el Comité Municipal del Desarrollo (COMUDE), las asociaciones culturales y las comisiones de trabajo. Los alcaldes auxiliares son elegidos por las comunidades de acuerdo a sus principios, valores, procedimientos y tradiciones, estos se reúnen con el alcalde municipal el primer domingo de cada mes. Los Comités Comunitarios de Desarrollo y el Consejo Municipal de Desarrollo tiene como función organizar y facilitar la participación de las comunidades priorizando necesidades y problemas.
Los alcaldes que ha habido en el municipio son:
- 2024-2028: Erwin Alfonso Catún Maquin

## Lugares Poblados
San Pedro Carchá se posiciona como el cuarto municipio más poblado de Guatemala , el primero sin contar el Departamento de Guatemala , con un total de 235 275 habitantes hasta el Censo 2018 . El municipio alberga un total de 463 incluidos aldeas, asentamientos, colonias, fincas y pSan Pedro Carchá . Entre los 20 lugares más poblados, vive el 21% de la población carchaense.
A continuación un listado de los 20 lugares más poblados del municipio de San Pedro Carchá:
| #                                                            | Código                                                       | Lugar                                                        | Tipo                                                         | Población |
| ------------------------------------------------------------ | ------------------------------------------------------------ | ------------------------------------------------------------ | ------------------------------------------------------------ | --------- |
| 1                                                            | 1609001                                                      | San Pedro Carchá (Centro)                                    | Pueblo                                                       | 9 167     |
| 2                                                            | 1609104                                                      | Chiyo                                                        | Aldea                                                        | 3 042     |
| 3                                                            | 1609162                                                      | Muyha                                                        | Aldea                                                        | 2 705     |
| 4                                                            | 1609424                                                      | Tanchi                                                       | Aldea                                                        | 2 697     |
| 5                                                            | 1609088                                                      | Chiquixji                                                    | Aldea                                                        | 2 488     |
| 6                                                            | 1609231                                                      | San Luis Totem                                               | Aldea                                                        | 2 402     |
| 7                                                            | 1609108                                                      | Cojaj                                                        | Aldea                                                        | 2 323     |
| 8                                                            | 1609051                                                      | Chicojl                                                      | Aldea                                                        | 2 313     |
| 9                                                            | 1609438                                                      | La Trinidad I                                                | Colonia                                                      | 2 264     |
| 10                                                           | 1609074                                                      | Chinapeten                                                   | Aldea                                                        | 2 253     |
| 11                                                           | 1609391                                                      | Sesimaj                                                      | Aldea                                                        | 2 011     |
| 12                                                           | 1609019                                                      | Caquiton Chiacal                                             | Aldea                                                        | 1 937     |
| 13                                                           | 1609013                                                      | Campur                                                       | Aldea                                                        | 1 890     |
| 14                                                           | 1609018                                                      | Caquiton                                                     | Aldea                                                        | 1 875     |
| 15                                                           | 1609040                                                      | Chelac                                                       | Aldea                                                        | 1 847     |
| 16                                                           | 1609025                                                      | Chacalate                                                    | Aldea                                                        | 1 843     |
| 17                                                           | 1609400                                                      | Setul                                                        | Aldea                                                        | 1 832     |
| 18                                                           | 1609397                                                      | Setaña                                                       | Aldea                                                        | 1 810     |
| 19                                                           | 1609102                                                      | Chitzunun                                                    | Aldea                                                        | 1 718     |
| 20                                                           | 1609036                                                      | Chamtaca                                                     | Aldea                                                        | 1 707     |
| Archivo:Bandera de Carchá AV, Guatemala.gif San Pedro Carchá | Archivo:Bandera de Carchá AV, Guatemala.gif San Pedro Carchá | Archivo:Bandera de Carchá AV, Guatemala.gif San Pedro Carchá | Archivo:Bandera de Carchá AV, Guatemala.gif San Pedro Carchá | 235 275   |

## Traje típico
Es similar al de Cobán con la diferencia de que el rebozo doblado que lleva en la cabeza es blanco a rayas rojas y como adorno en la cintura se amarra un camalsá (faja roja); Lleva bukleb, anillos y collares como la cobanera, la proximidad de ambas ciudades municipales hace que este traje sea similar.  Aún se acostumbra llevarlo aunque con modificaciones, de acuerdo a la época actual y al nivel económico de la persona.[cita requerida]

## Lugares turísticos

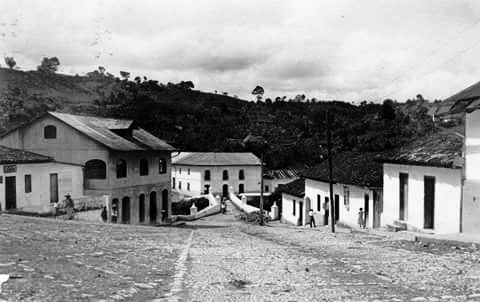
San Pedro Carchá en 1930.

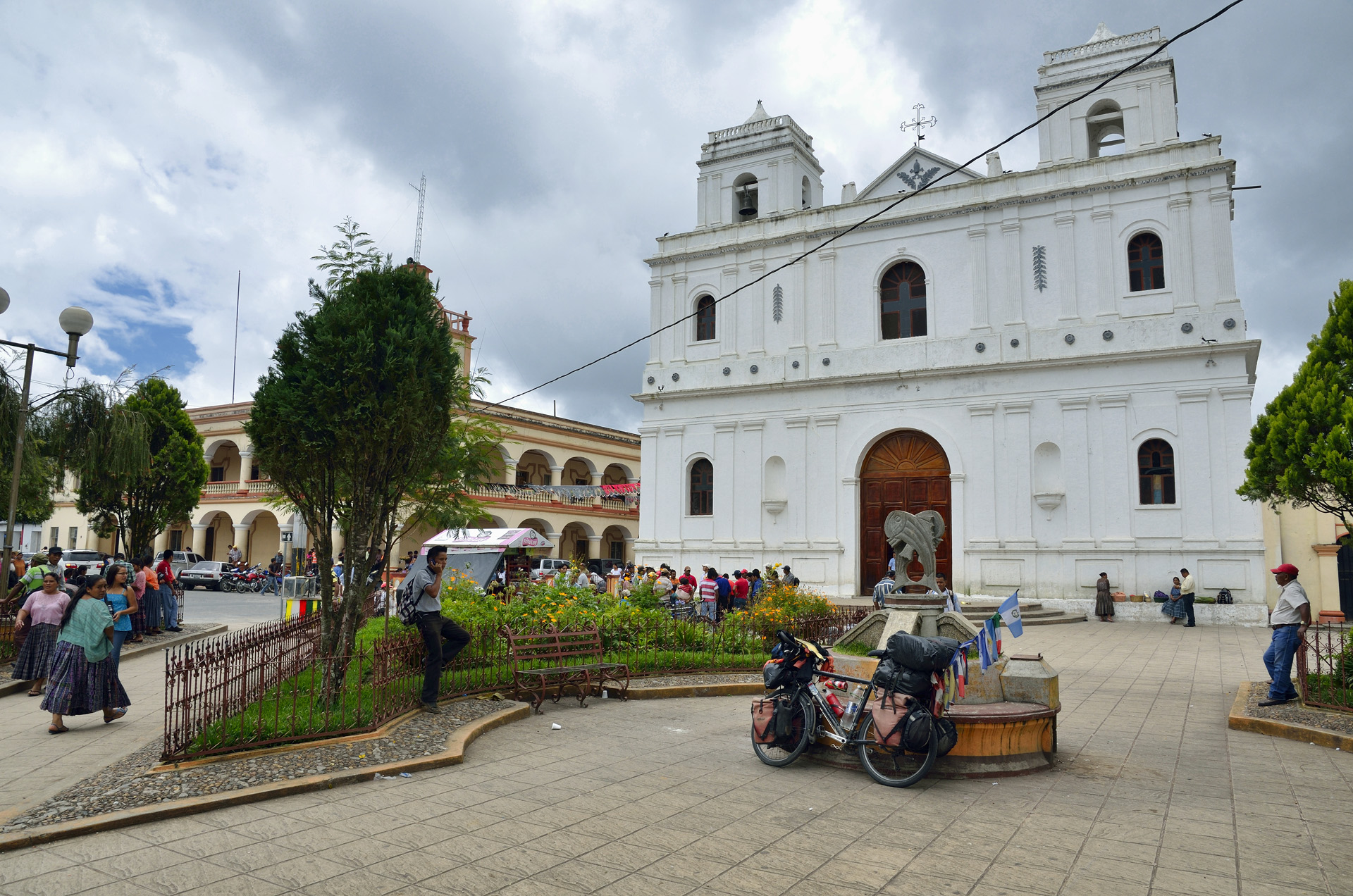
Parroquia de San Pedro Carchá.

Se destaca entre todos el bello balneario «Las Islas» ubicado a aproximadamente un kilómetro de la cabecera municipal. El museo de la Verapaz también constituye un sitio muy visitado por las fuentes históricas que en él se encuentran, como documentos antiguos, monolitos, vasijas, etc.; este museo se localiza en el Centro Parroquial, a un costado del palacio municipal. 

### Otros lugares turísticos
Otros lugares de atractivo turístico son: 
- La cuevas Okebá en la finca Sasís- Chicuc
- El centro de Cagua Cojaj que se localiza en la aldea del mismo nombre
- Las grutas de Xaltenamit y de Santa Isabel
- La cabecera municipal, del mismo nombre, en donde los turistas pueden encontrar variedad de hoteles, comedores y cafeterías.
- El yacimiento arqueológico de la cultura maya de Chamá
- Aldea Campur
- Centro Comercial Gran Carchá

### Rutas de acceso
Se accede, desde Guatemala por la Carretera CA-14: 83 km hasta El Rancho, Guastatoya, El Progreso, desvío por la ruta RN-14 hasta Cobán, Alta Verapaz y un recorrido de 8 kilómetros más para un total de 220 km asfaltados.